# Bartomeu Ballester i Montserrat
Bartomeu Ballester i Montserrat (Rubí, Vallés Occidental, 24 de setembre de 1900 - Campos, Mallorca, 24 de desembre de 1993) fou un organista i compositor.

## Biografia
El motiu pel qual, al moment del seu naixement, la família de Ballester es trobava a Catalunya i no pas al poble de procedència el trobem en l'ocupació del pare, Antoni Ballester i Ballester (1865-1944), Guàrdia Civil destinat a Rubí. Poc després, però, quan Ballester encara no tenia dos anys, es van establir de nou a Campos.
Cal destacar la gran devoció cristiana de la família de Mn. Ballester, de la qual havien sortit tant homes com dones d'ofici religiós. De fet, el 1903 Ballester va ser confirmat a l'edat de tres anys, i el 1911 va rebre la primera comunió a la parròquia del poble, Sant Julià. Per altra banda, el seu pare, que va arribar a sergent de la Guàrdia Civil, va ser després funcionari de l'ajuntament del poble.
Segons Reus, un dels fets que marcà profundament la vida de Mn. Ballester fou la mort de la seva mare, Catalina Montserrat i Oliver, el 1902, quan aquesta tenia vint-i-quatre anys i Ballester no arribava als dos. La causa del decés fou, segurament, la malaltia del tètanus.
Quant a l'ofici de capellà, el 1923 Ballester va ser tonsurat a la parròquia de Santa Eulàlia. Poc després aquell mateix any, va rebre les ordres d'Ostiaritat i Lectorat a la Capella del Palau i les d'Exorcistat i Acolitat de nou a Santa Eulàlia. El 1924 va ser ordenat Diaca a la mateixa parròquia.
Tot i que arribà a obtenir càrrecs fora de l'illa, i malgrat l'encoratjament d'amics com Joan Bonnín, al principi Ballester va mostrar força reticència a l'hora d'allunyar-se del seu poble natal, fet que Reus atribueix a diversos fets. En primer lloc, cal destacar la proximitat que tenia amb el seu pare, vidu, el qual tenia el seu fill com a única companyia propera. En segon lloc, cal tenir en compte que, més endavant, esclatà la Guerra Civil Espanyola, complicant encara més una possible sortida de Mallorca.

### Formació
La formació musical de Bartomeu Ballester va començar a temprana edad, ja des de la seva infància a causa de l'afecció que sentia el seu pare pel cant i per la música, el qual havia estudiat durant un temps al Seminari. Els seus estudis com a organista van començar al Seminari Diocesà de Palma. Els primers professors de música que va tenir allà foren Jaume Tous i Bartomeu Nigorra i Barceló. També va ser deixeble dels pianistes Miquel Negre i Nadal, segons Reus entre 1914 i 1921, i Miquel Capllonch.Segons una carta de P. Francesc Salvà el 1908, als 8 anys Ballester ja tenia alguns coneixements de piano. Entre 1907 i 1908 va rebre classes de solfeig i piano per part d'Antònia Maria Pocoví, que van parar a causa de la mort d'aquesta. Poc després, rebé classes de Perico Rotten i Gual, que també li proporcionà mètodes per practicar. Segons Catalina Alou, també rebé classes de l'organista de la parròquia de Campos, D. Bartomeu Garcias Mas.
A l'edat de 9 anys es creu que va tenir lloc el primer concert de Ballester, al casino de Ca’s Sant de Campos. Segons Reus, fou llavors quan alguns habitants del poble, com Rafel Escolà, pronosticaren el seu esdevenidor com a compositor.
Segons Reus, pocs anys després, i probablement abans de complir 14 anys, estudià piano una temporada a Binissalem. És possible que, durant aquella època, rebés la influència d'Aurelio Riutort, religiós afeccionat a la música. Abans d'ingressar al Seminari, estudià llatí a Campos amb Miquel Pomar.
Durant la seva estada al Seminari, forjà amistat amb diversos dels seus condeixebles, com Joan Bonnín o Esteve Martorell. De fet, en algunes ocasions organitzaren sortides i excursions, com és el cas de la de 1922 a Sant Salvador (Felanitx).
La relació de Ballester amb la major part dels seus mestres fou cordial, fins i tot amistosa, ja que es troben tant correspondència com algunes anotacions sobre activitats dels seus professors, com és el cas d'una audició amb Negre l'any 1922. Fins i tot feren un concert plegats a la rectoria de Campos en motiu de la Festa de l'Obra de la parròquia.
El 1921, Mn. Jaume Verdera i Lladó, prevere campaner resident a Barcelona i amic de la família de Ballester, fou l'encarregat d'enviar un nou piano vertical al compositor. Aquest mateix va proporcionar-li informació i recursos sobre cant gregorià, pel qual Ballester havia manifestat interès. Més endavant, li envià partitures per a piano de nou òperes diferents.
Posteriorment va seguir reforçant els seus estudis d'organista a la ciutat de Sabadell, amb Josep Muset i a la ciutat de París, amb Abel Maric Decaux.

### Trajectòria professional
Segons Reus, Mn. Ballester es va mantenir fidel a la tasca de músic i compositor durant tota la seva vida. Ja durant els seus estudis al Seminari va ocupar el càrrec d'organista juntament amb Francesc Payeras, que fou Director de la Schola Cantorum.
El 2 d'agost de 1925 Mn. Ballester digué la seva Missa Nova, on s'interpretà una de les seves peces, el motet a tres veus Sacerdotes Domini, dirigit per Francesc Payeras.
Així mateix, cal dir que, durant el transcurs de la seva carrera, anà demanant consell a diversos companys de professió, com és el cas de Josep Sancho Marraco. A l'Arxiu Històric Parroquial de Campos es troba una carta d'aquest on li respon a unes consultes sobre acadèmies d'orgue i també sobre les seves composicions religioses.
L'any 1947 va obtenir el benefici d'organista de la basílica de la Mare de Déu del Pilar de la ciutat de Saragossa. L'any 1951 el de Mallorca, fet que el va fer tornar a l'illa.
Ballester va actuar en diverses ciutats com ara Saragossa, Barcelona, Madrid, París, Londres, Amsterdam i Brussel·les i va compondre i editar dotze àlbums musicals, composicions d'orgue, cant coral i harmonitzacions de tonades populars. Recull títols prou coneguts, com Vou-veri vou o La ciutat de Nàpols, entre d'altres. També es recull l'Himne al poble de Campos. També va realitzar diversos estudis sobre musicologia i sobre folklore.
L'any 1982, el dia de Santa Cecília, rebé el guardó campaner Flor de Taperera com a reconeixement de la seva trajectòria.

## Obres musicals
Es conserven gairebé un centenar d'obres de Mn. Ballester als fons musicals de l'Arxiu Històric Municipal de Campos (AHMC) i de l'Arxiu Històric Parroquial de Campos (AHPC), les quals són:
- Moment Musical (1922), composició per a orgue
- Goigs a la Mare de Déu Trobada de Sant Llorenç (1924)
- Sacerdotes Domini (1925), motet
- Corals (1929)
- Tantum ergo (1929), reducció
- Stabat Mater (1929)
- Audi, benigne Conditor (1929), himne
- Te lucis ante terminum (1929), himne
- Placare, Christe (1929)
- Sant Tarsici (1930)
- Càntic al poble de Campos (1930)
- Goigs de Sor Francina Aina Cirer (1932), amb lletra de Mn. Guillem Bennàsser Vanrell
- "Profecia: Oh Ciutat Santa de Jerusalem", per a l'Adoració dels Tres Reis d'Orient (1933)
- Cor d'Àngels (1933), amb lletra de Mn. Andreu Roig
- Juntas y hermanadas... (Cántico Nacional) (1933), amb lletra de Mn. Guillem Bennàsser Vanrell
- Entrada Pontifical . "Transcripción para órgano con pedalero de la Entrada Pontifical de Miguel Capllonch Rotger. Berlín, a 19 de marzo de 1908" (1936)
- Himnos Nacionales y patróticos (1937), transcripció i harmonització per a Gran Orgue.
- Himno Nacional (1937)
- Oriamendi del Requeté (1937)
- Himno de la Falange (1937)
- Giovinezza (1937)
- Himne de les Ex-alumnes franciscanes (1939), amb lletra de Mn. Guillem Bennàsser Vanrell
- Per no perdre jamai la santa puresa... (1939)
- Gloria, Gloria... (1939), villancet per a Els tres Reis d'Orient
- Himno de los Colegios Franciscanos (1939), amb lletra de Mn. Guillem Bennàsser Vanrell
- Ave Maria (1940), harmonització (melodia d'autor desconegut)
- Vou-Verí-Vou: Horabaixa post el sol... (1941), sobre melodia atribuïda a Honorat Noguera (1887), imitació per a orgue.
- Coroneta d'Or (1943)
- Fantasia (1943)
- Estudio nº 2 (1943)
- Himne a la Parròquia de Campos (1945), amb lletra de Mn. Guillem Bennàsser Vanrell
- Fuga per orgue (1945)
- Estudio sinfónico (1945)
- Vou-Verí-Vou (1945), popular mallorquina
- Obertura de Recital para órgano alla toccata. Improvisació (1957)
- Marxa nupcial (1965), harmonització per a piano o orgue
- Himne del 75 aniversari de la fundació de les GG. Missioneres de los SS. CC. (1966), amb lletra de Guillem Colom
- Antifonari (1967-1968), 266 acompanyaments
- Himne dels Antics Blauets (1968), melodia de B. Martínez Bisbal, acompanyament
- Himne de Tortell (1968), harmonització i transcripció polifònica
- Casa pagesa (1969), sèrie de 8 peces, amb lletra de Maria Antònia Salvà
- Ave Maria (1969), composta pel seu pare (1895), acompanyament
- Virolai (1970), melodia de Josep Rodoreda, harmonització
- Sant Josep s'aixeca a l'auba... (1970), bressol popular de Nadal
- Ran de mar: Jugant totsol per la platja... (1970), poesia de Mn. Miquel Costa i Llobera
- Lo que diu una cançó: La lluna guaita sobre les ones... (1970), poesia de Mn. Miquel Costa i Llobera
- Canto a Galicia: Es Santiago... (1970), muñeira, acompanyament
- Ya se van los pastores... (1970), cançó popular de la Sierra de Gredos, acompanyament
- Asturias... (1970), acompanyament
- Melodia de Liliana Schumacher (1971), harmonització
- Val més un cart girgoler... (1971)
- A la ciutat de Nàpols... (1971), harmonització
- Som un jove nevater... (1971), harmonització
- Ave Maria (1971)
- Vou-Verí-Vou: La Mare de Déu cosia... (1972), harmonització i acompanyament
- ¿Què li durem a nel noi de la Mare...? (1972), harmonització
- A Betlem, Verge Maria... (1972), goigs de Nadal, harmonització
- Pastoret, d'on vens? (1972), pastorel·la, harmonització
- Himne del I Centenari del temple Parroquial de Campos (1973), amb lletra de Mn. Guillem Bennàsser Alou
- Cant d'es Vermadors (1973), popular mallorquina, harmonització per a cor
- Sor Tomasseta (1974), acompanyament
- Venim de sa veramada... (1974), contrapunts
- Mestre Pirris té un bou... (1975), composició humorística sobre tema popular
- El moscard (1975), popular eslava, harmonització per a orfeó
- Aubada (1978), de Miquel Tortell, transcripció a 4 veus mixtes, amb lletra de M. Aguiló
- ¿Qui vol castanyes de Na Simona? (1981), popular, harmonització
- Sa Ximbomba (1981), popular mallorquina, harmonització
- Goigs de Sant Blai (1988)

### Composicions sense data
- Ave Maria, de Rev. Mateu Amorós, acomodació per orgue
- Lo que diu una cançó, barcarola, poesia de Mn. Miquel Costa i Llobera, reducció per a piano
- Christus vincit, acompanyament, harmonització
- Himne al Beat Ramon Llull, melodia d'Antoni Torrandell, acompanyament
- Madò Bet, s'aufabeguera..., amb lletra del cançoner popular mallorquí
- Peça per orgue sens títol
- Peça per servir de Marxa nupcial
- Tabla de acordes de séptima, con alteración de la quinta
- Tantum ergo
- Trisagi a la Ssma. Trinitat
- Transcripció dels Himnes antics que es cantaven a Campos
- Cançó del llaurador, popular mallorquina
- Goigs a Sant Frances d'Assís, harmonització
- Goigs a Sant Frances d'Assís, harmonització en una tonalitat diferent
- Canticum fidei: Mi fuga
- Goigs de Sant Francesc de Paula, acompanyament
- Goigs de Sant Francesc de Paula, acompanyament a una 3a Major
- Goigs de San Francisco de Paula, cantats al Convent de Campos, recull
- Cançó de Sales, melodia internacional, harmonització
- Himne
- Salve Regina, tema gregorià
- Pieza para órgano, fugat
- La grande Invocation

### Composicions publicades
Totes les composicions llistades a continuació van ser publicades per l'Editorial E. Climent (Barcelona):
- Casa pagesa (1969)
- Himne dels antics blavets (1970)
- Bressol de Nadal: Sant Josep s'aixeca a l'auba... (1970), harmonització a 3 veus i acompanyament
- Ran de Mar (1970), obra coral a 3 veus, amb lletra de Mn. Costa i Llobera
- Lo que diu una cançó (1970), obra coral a 3 veus, amb lletra de Mn. Costa i Llobera
- Canto de Galicia (1970), muñeira, harmonització
- Canción popular de la Sierra de Gredos (1970), harmonització
- Canción asturiana (1970), harmonització
- Cántico Nacional (1970), amb lletra de G. Bennàser Vanrell
- Himno de los Colegios franciscanos (1970), lletra de G. Bennàsser Vanrell
- Val més un card girgoler (1971), popular, harmonització a 4 veus
- La Ciutat de Nàpols (1971), popular mallorquina, harmonització 4 veus
- Cançó de nevaters (1971), popular mallorquina, harmonització a 4 veus
- Cinc cançons nadalenques, populars, de Mallorca (1972), harmonitzacions i una transcripció per orgue
- Dos Vou-Verí-Vou, per a orfeó (1972), harmonitzacions i acompanyaments
- Himno Nacional d'Espanya con variaciones (1973), harmonització i acompanyament per a orgue
- Fantasia (1973), per a orgue
- Entrada Pontificial (1973), de Miquel Capllonch, transcripció per a orgue amb pedaler
- Sor Thomasseta, a on sou? (1974), harmonització
- Mestre Pirris té un bou, per a orfeó (1975), popular, harmonització a 4 veus i acompanyament
- Dues cançons de vermadors (1975), populars; contrapunts, harmonització i acompanyament

Principals co-autors
- Vaquer Silvar, Ferran 1964

- Salvà, Maria Antònia 1869-1958
- Rigo i Sbert, Magdalena
- Obrador Socies, Josep
- Manresa Servera, Bartomeu 1978
- Mallorca Consejo Insular Comisión de Cultura y Juventud
- Fundació Àrea Creació Acùstica
- Costa i Llobera, Miquel 1854-1922
- Coral Sant Julià de Campos
- Capllonch, Miquel 1861-1935

## Testimonis
Segons Reus, Mn. Ballester tenia una vida “en moltes ocasions incompresa” i, a més, era un “home verament desconegut, […] estrambòtic i insociable”. Tant Reus com Mn. Francesc Payeras consideraven que veia la vida amb ulls d'infant. Quant a la seva tasca de compositor, Mn. Joan Canals considerava que el de Mn. Ballester era “l'art per Déu” i, de manera similar, Mn. Josep Muset i Ferrer li va recomanar: “Serveixi Déu amb la música”.

És remarcable, així mateix, la felicitació, realment musical, del seu mestre Miquel Capllonch en motiu del seu sant:
Muy apreciado Sr. Ballester: En su fiesta onomástica le envío mis felicitaciones y los deseos más fervientes de que la celebre con todos los registros de las más bienhechoras felicidades; que su nuevo año de vida sea una modulación rica y lozana que le lleve de lo bueno a lo mejor.